# Pukwana
Pukwana è un comune degli Stati Uniti d'America, situato in Dakota del Sud, nella contea di Brule.